# خالد السید
خالد السید (انگلیسی: Khaled El Sayed؛ زادهٔ ۱۹ آوریل ۱۹۶۸) بازیگر و صداپیشه اهل لبنان است.
از فیلم‌هایی که وی در آن‌ها نقش داشته‌است، می‌توان به دایرهٔ فریب و به وقت شام اشاره نمود.